# Wolweverskapel

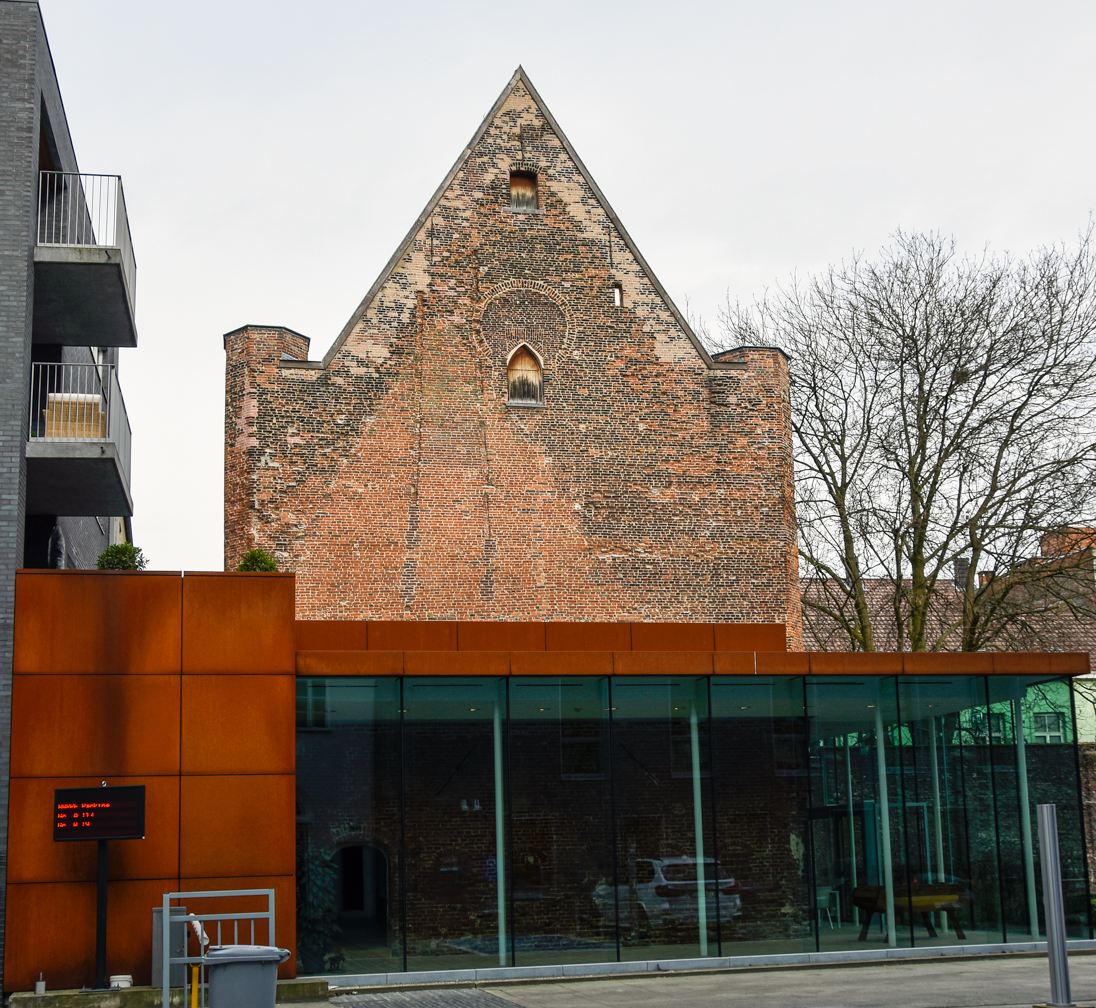
De kapel in maart 2017

De Wolweverskapel is een voormalige kapel die deel uitmaakte van een complex met godshuis dat werd gesticht door de gilde van de wolwevers. Ze is gelegen in de Belgische stad Gent aan de Kortedagsteeg. De kapel en een bijgebouwtje tegen de westgevel is het enige wat nog rest van dit complex.

## Beschrijving
De kapel werd in gotische stijl gebouwd in de 14de eeuw. Ze wordt voor het eerst genoemd in 1372 naar aanleiding van de wijding aan Sint-Leonardus en hoorde bij dit godshuis (hier het opvanghuis voor oude en zieke leden van de nering van de wevers) dat gesitueerd was tussen de Kouter, de Ketelvest, de Kleinvleeshuissteeg en de Kortedagsteeg. De kapel is opgebouwd uit baksteen onder een steil zadeldak met pannen. Het dak wordt ondersteund door een houten tongewelf. Oorspronkelijk was het dak voorzien van een torentje dat echter in 1829 verdween.
Het koor aan de oostzijde heeft vijf zijden die nu ingewerkt zijn in de voorgevel van het winkelpand aan de Kortedagsteeg. De westgevel wordt geflankeerd door twee achthoekige torentjes waarvan het bovenste deel is verdwenen. Tegen de westgevel bevindt zich een rechthoekig gebouwtje waarvan het zadeldak ontbreekt (de aftekening is nog te zien) – het zogenaamde calefactorium of warmtekamer - en dat vermoedelijk als keuken van het godshuis fungeerde. De zijgevels worden ondersteund door steunberen en zijn voorzien van zeven spitsboogvensters.
In de 19e eeuw werden tijdens herinrichtingswerken 14e-eeuwse muurschilderingen ontdekt. Wegens de zeer slechte staat ervan werd beslist ze niet te restaureren en ze enkel te beschermen tegen verder verval.

## Geschiedenis
In het Gentse stadsarchief worden documenten bewaard waarin reeds in 1360 sprake is van een ospitale vander wevershuus staende an de Walpoorte in sinte Jans prochie. De precieze oprichtingsdatum kon niet achterhaald worden maar het is aannemelijk dat de kapel toen ook reeds bestond of in aanbouw was.
Tijdens het Calvinistisch bewind (1577-1584) werd de kapel als tempel voor de nieuwe godsdienst gebruikt. Tijdens de Franse bezetting werden de neringen afgeschaft en in 1796 werden de kerkelijke goederen van de wolweversgilde verbeurd verklaard. De kapel kreeg vanaf dan meerdere bestemmingen. Achtereenvolgens werd ze gebruikt als verkoopzaal, vleeshal (na de afbraak van de Kleine Vleeshal op de hoek van de Vogelmarkt en Kortedagsteeg), het Eden-Theater, een autogarage, de brasserie-cinema-concertzaal "Café Le Carillon", dan cinema Savoy en ten slotte een kledingwinkel.
De kapel wordt sinds 1943 als monument beschermd.
De keuken (calefactorium) wordt sinds 1968 als monument beschermd.